# Bunges Kiefer
Bunges Kiefer (Pinus bungeana), auch als Tempel-Kiefer bezeichnet, ist eine Pflanzenart aus der Gattung der Kiefern (Pinus) innerhalb der Familie der Kieferngewächse (Pinaceae). Die Stammborke löst sich in unregelmäßigen Schuppen ähnlich wie bei Platanen, ist aber bei jüngeren Bäumen sogar noch bunter. Das natürliche Verbreitungsgebiet liegt in China. Sie wird in China und Korea häufig als Zierpflanze verwendet.

## Beschreibung

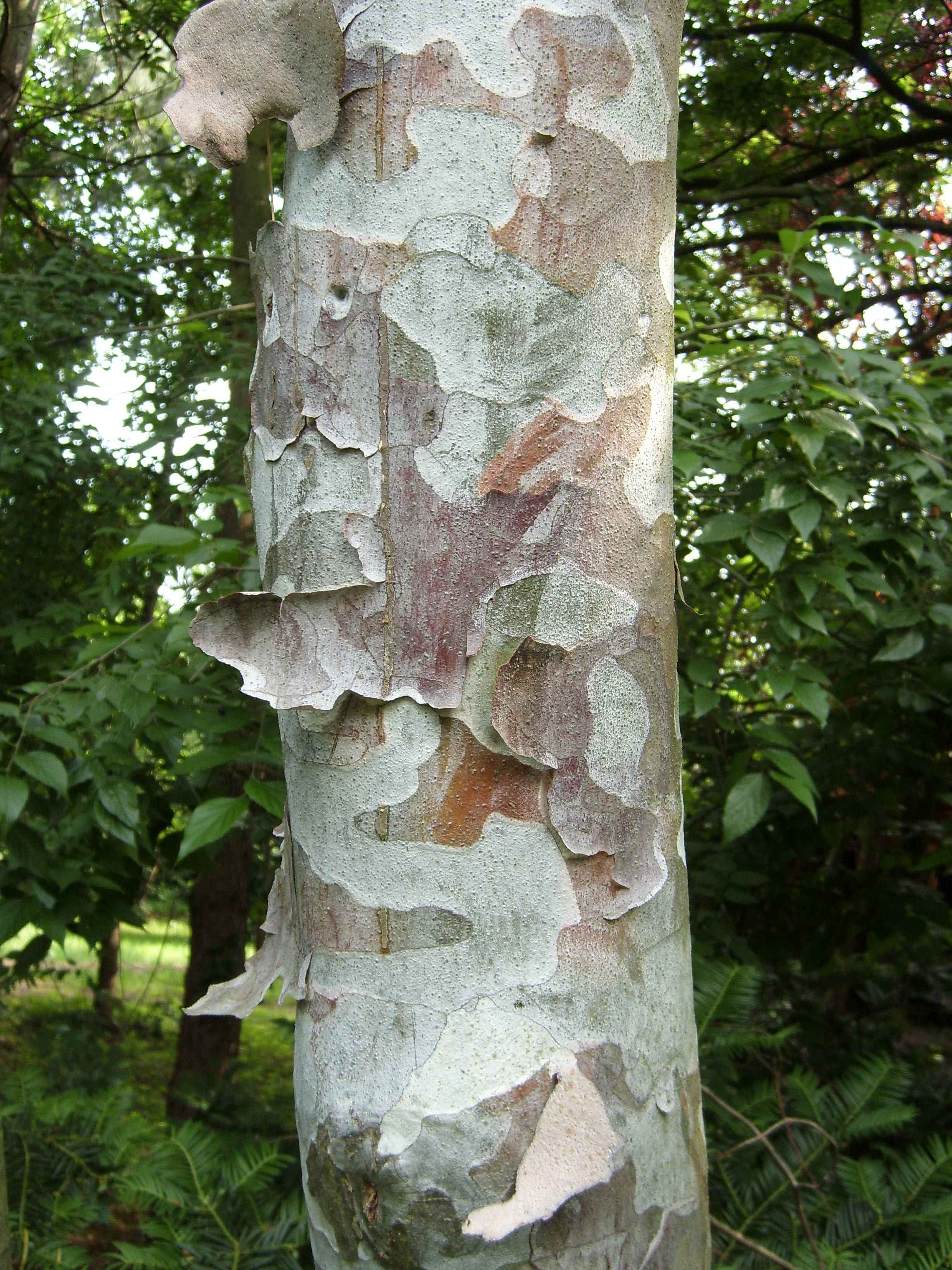
Stammborke

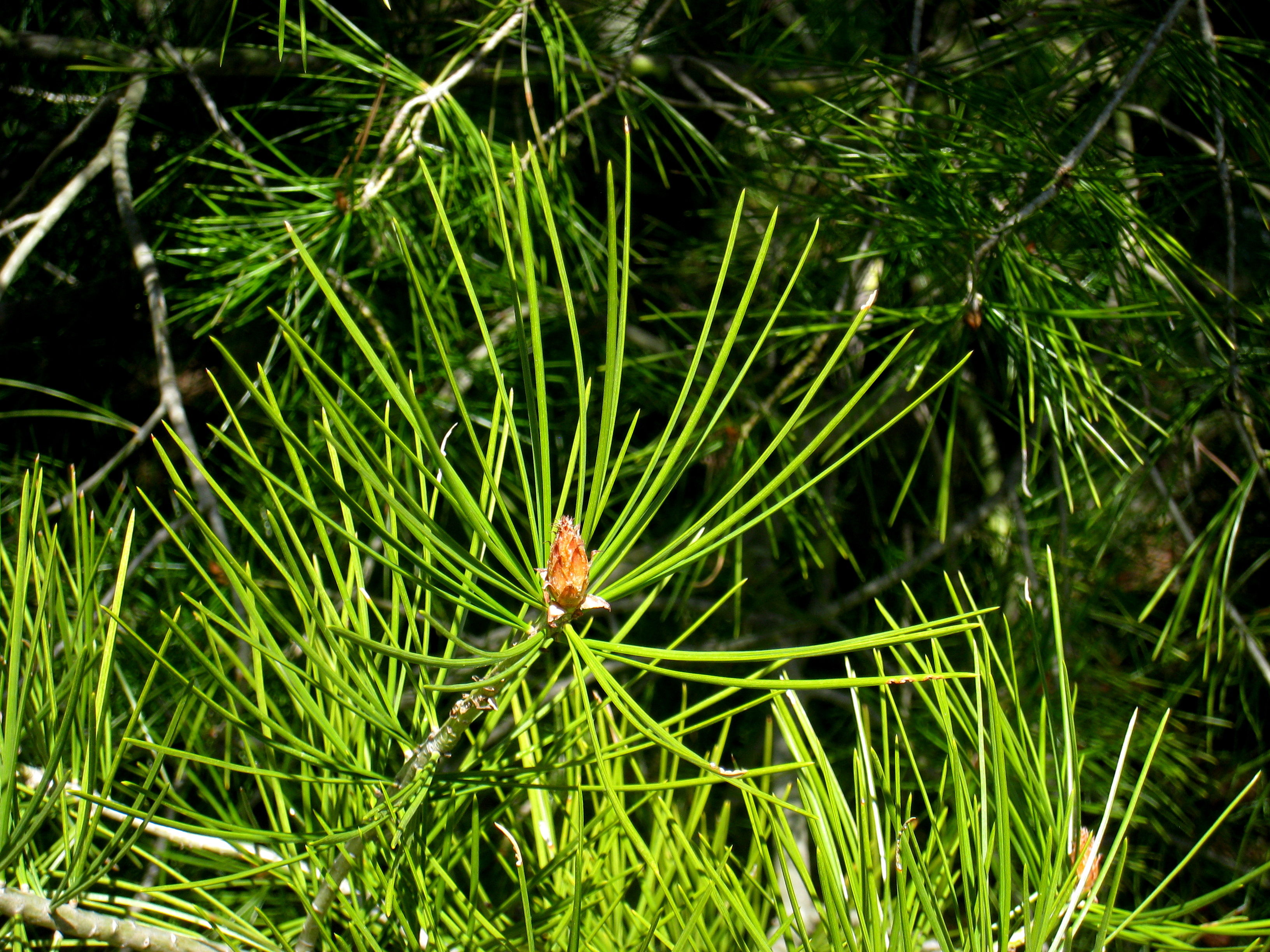
Knospe und Nadeln

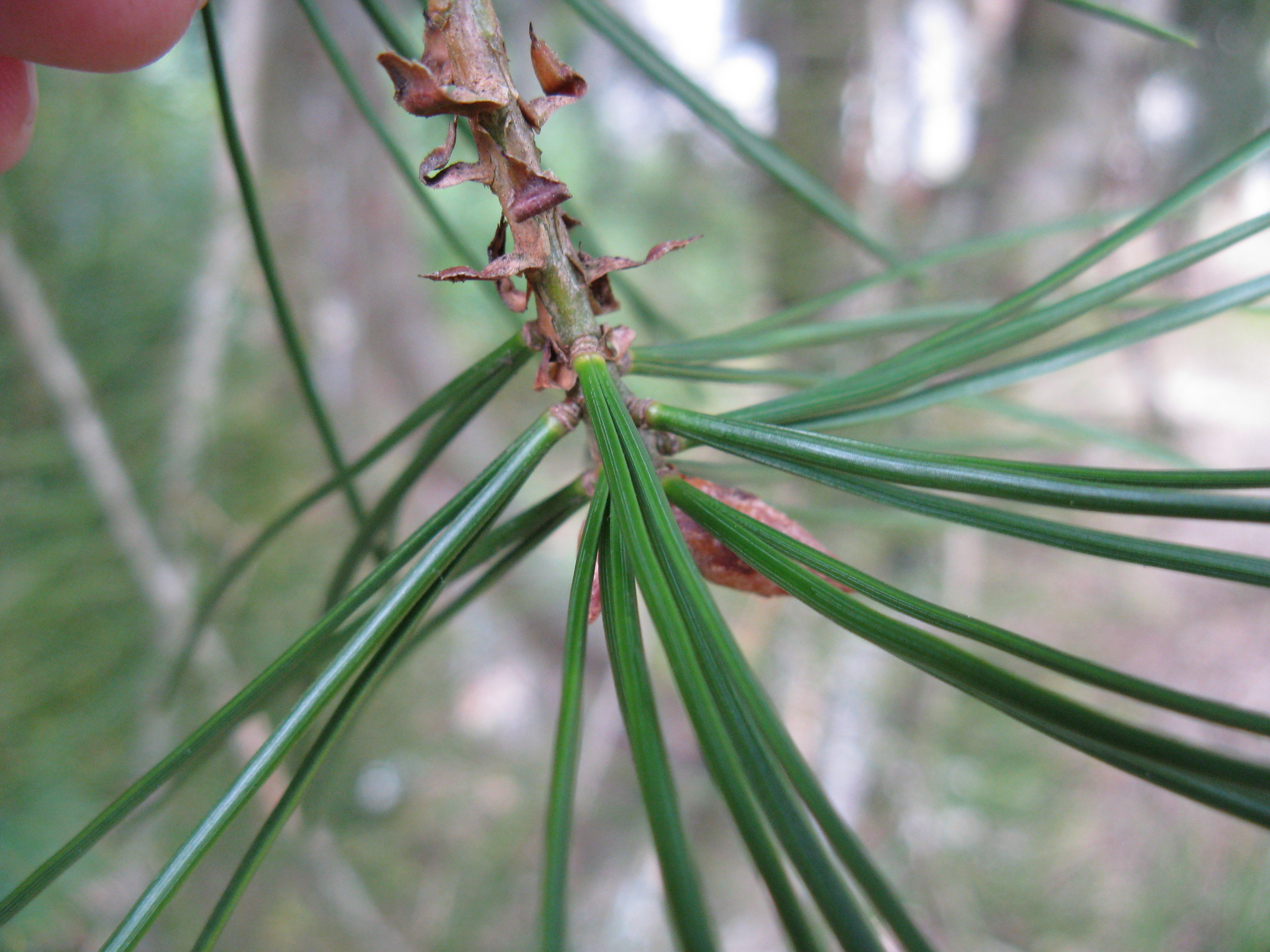
Zweig und Nadeln

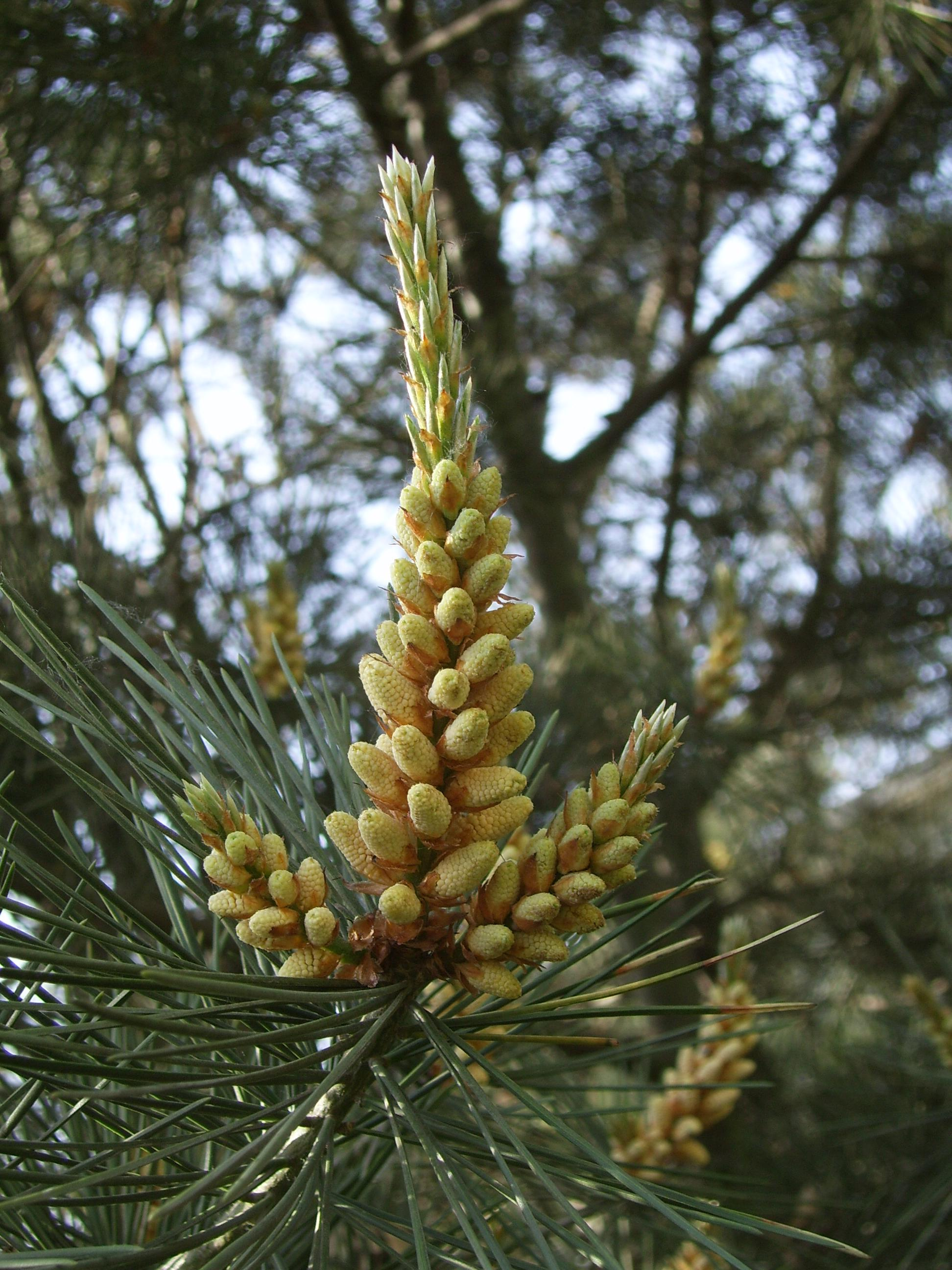
Pollenzapfen

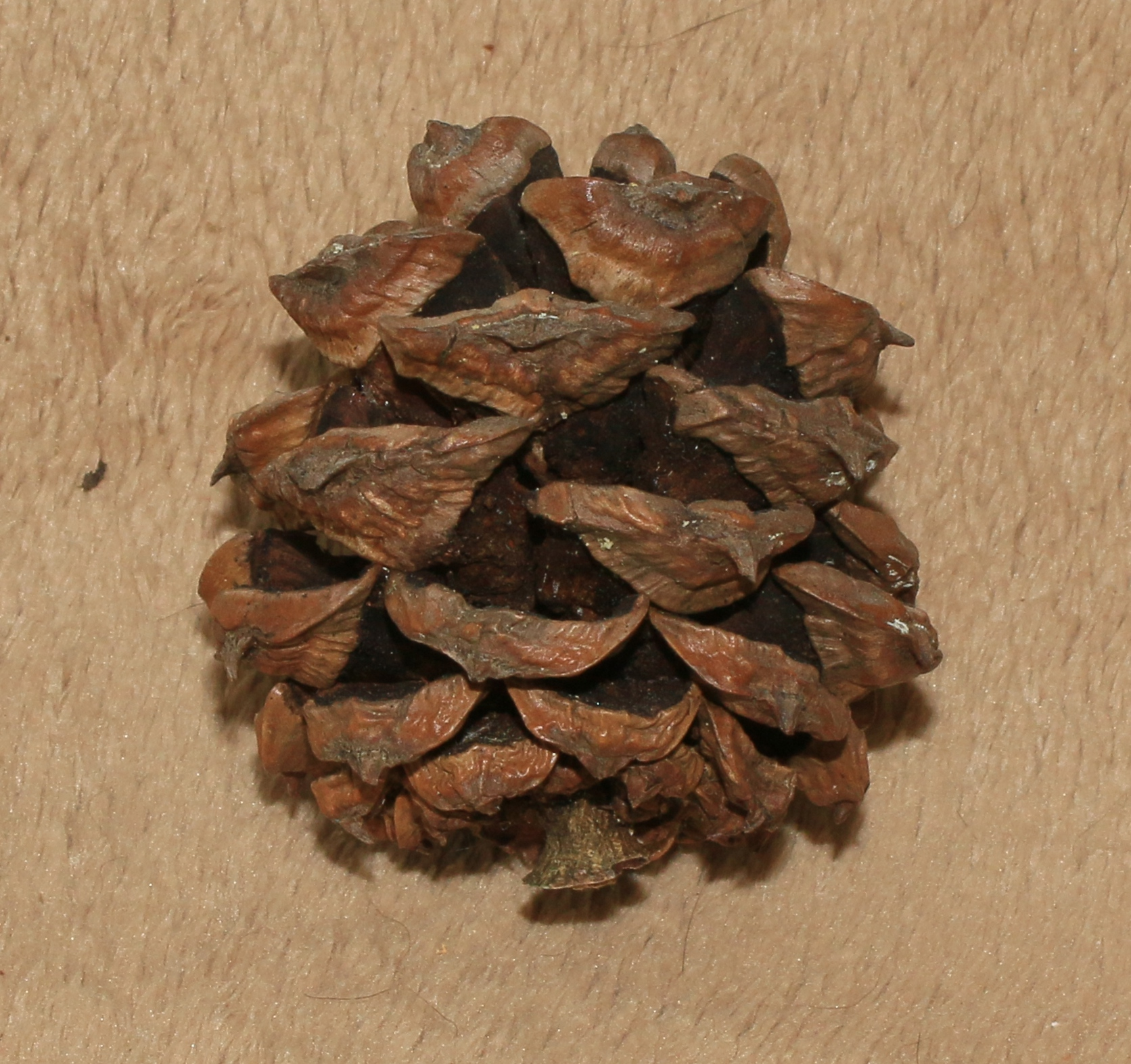
Reifer Zapfen

### Erscheinungsbild
Bunges Kiefer wächst als immergrüner Baum und erreicht Wuchshöhen von 25 bis 30 Metern. Der Stamm erreicht einen Brusthöhendurchmesser von bis zu 3 Metern und verzweigt sich häufig schon nahe der Basis.
Die Stammborke ist glatt, hart und löst sich in unregelmäßigen, dünnen Schuppen ab, die helle Flecken freilegen, die sich später von gelbgrün bis purpurbraun verfärben und so ein mehrfarbiges Muster am Stamm und auf größeren Ästen bilden. Sie ähnelt damit der Borke von Platanen, ist jedoch bei jüngeren Bäumen sogar noch bunter. Sie wird mit dem Alter der Bäume heller und ist bei alten Bäumen kalkweiß.
Die Äste sind lang, dünn, aufsteigend und bilden bei jungen Bäumen eine konische, bei älteren Bäumen eine breit kuppelförmige oder flache Krone. Junge Zweige sind im ersten Jahr graugrün, glänzend und kahl. Benadelte Zweige sind dünn und haben eine graugrüne, glatte, glänzende und unbehaarte Rinde.

### Knospen und Nadeln
Die vegetativen Knospen sind bei einer Länge von 6 bis 10 Millimetern eiförmig und nicht harzig. Die Niederblätter sind rotbraun und dachziegelartig angeordnet.
Die Nadeln wachsen zu dritt in einer hinfälligen, 1 bis 2 Zentimeter langen, basalen Nadelscheide. Die Nadeln sind hellgrün oder etwas glauk, glatt, steif, gerade, 6 bis 10 Zentimeter lang, im Querschnitt breit dreieckig und bis zu 2 Millimeter dick. Der Nadelrand ist fein gezähnt, das Ende spitz. Auf allen Nadelseiten gibt es schwache Spaltöffnungslinien. Es werden drei bis sieben große Harzkanäle gebildet. Die Nadeln geben beim Zerreiben einen terpentinartigen Geruch ab. Sie bleiben vier bis fünf Jahre am Baum.

### Zapfen und Samen
Die Pollenzapfen wachsen spiralig angeordnet in länglichen Gruppen auf jungen Trieben in den Achseln breiter Niederblätter. Die Pollenzapfen sind bei einer Länge von 10 bis 15 Millimetern eiförmig-zylindrisch. Die Samenzapfen wachsen aufrecht oder abstehend einzeln beinahe sitzend oder auf einem kurzen, bis zu 1 Zentimeter langen Stiel. Die Samenzapfen sind geöffnet bei einer Länge von 5 bis 7 Zentimetern sowie einem Durchmesser von 4 bis 5 selten bis 6 Zentimetern breit-eiförmig bis rundlich mit einer abgeflachten Basis. Sie sind anfangs blassgrün und färben sich später hellbraun. Nach der Samenabgabe bleiben sie noch ein oder zwei Jahre am Baum. Die 30 bis 50 Samenschuppen sind breit keilförmig-länglich, holzig und steif. Die Apophyse ist stark verdickt, im Umriss mehr oder weniger rhombisch und deutlich quer gekielt. Der Umbo liegt mehr oder weniger mittig dorsal. Er ist breit dreieckig und mit einem steifen, gebogenen und scharfen Stachel bewehrt.
Die matt-braunen Samen sind bei einer Länge von 8 bis 10 Millimetern sowie einem Durchmesser von 5 bis 6 Millimetern verkehrt-eiförmig. Der Samenflügel ist nur 4 bis 5 Millimeter lang und löst sich leicht vom Samen.
Die Bestäubung erfolgt im April und Mai, die Samen reifen im Oktober und November der dann zwei Jahre alten Zapfen.

### Chromosomenzahl
Die Chromosomenzahl beträgt 2n = 24.

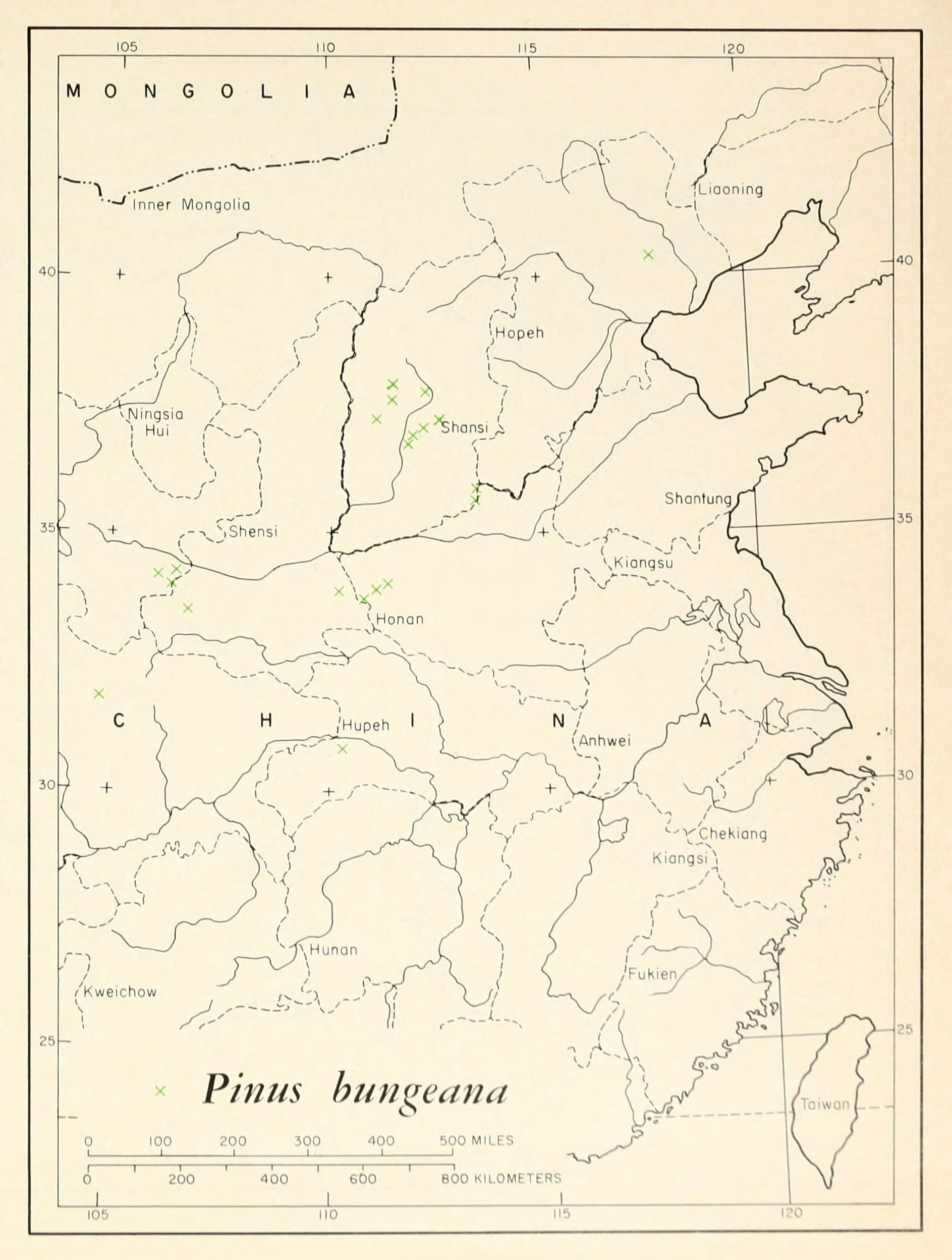
Verbreitungskarte

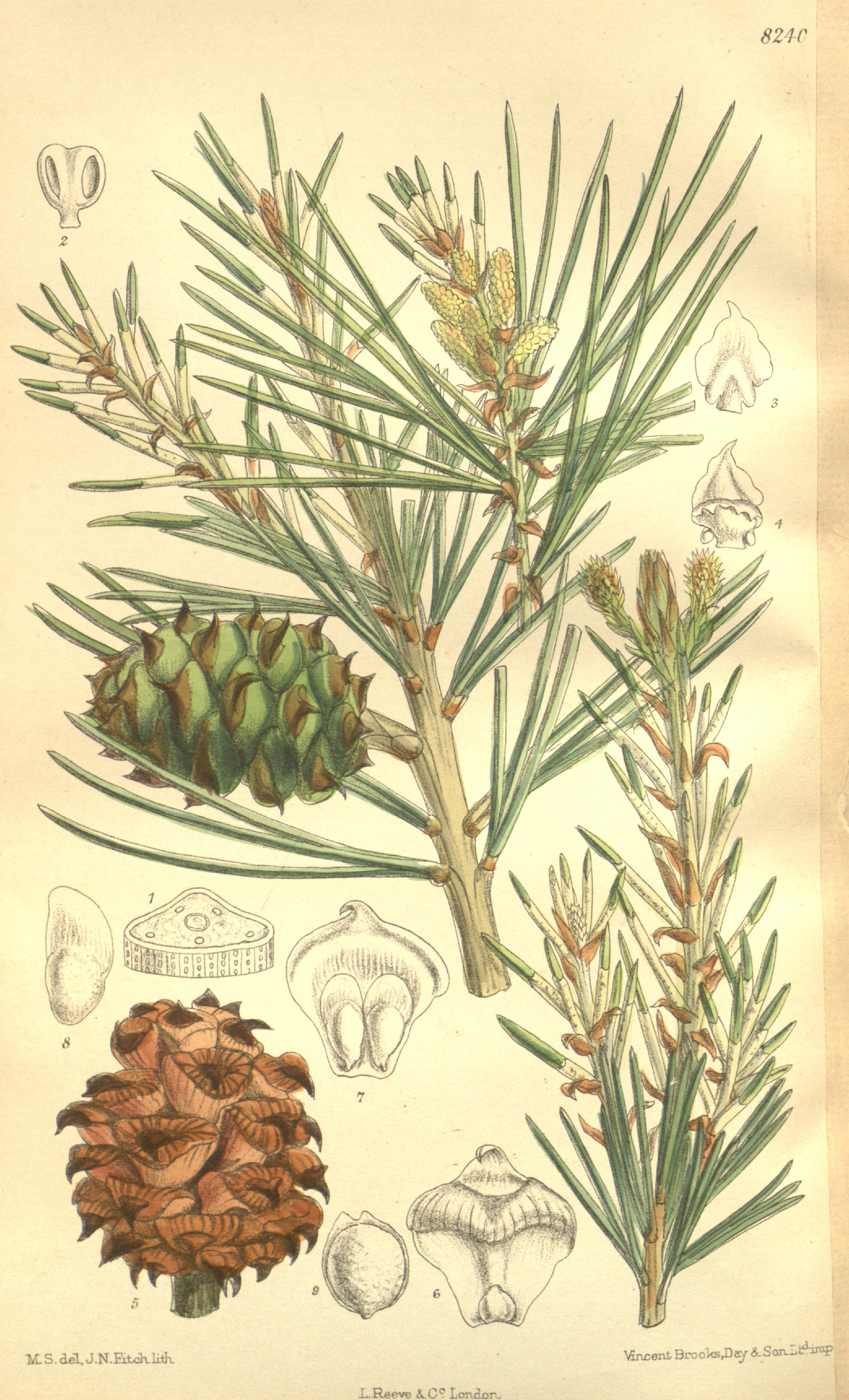
Illustration

## Verbreitung, Standorte und Gefährdung
Das natürliche Verbreitungsgebiet von Pinus bungeana liegt in den chinesischen Provinzen südliches Gansu, südliches Hebei, im westlichen Henan, im Kreis Badong im westlichen Hubei, in Hunan, südliches Shaanxi, westliches Shandong, in Shanxi und im nördlichen Sichuan. Es umfasst damit einen großen Teil Chinas, doch ist es stark fragmentiert und die Baumexemplare wachsen zerstreut und sind nirgends häufig.
Pinus bungeana wächst im Gebirge, häufig auf Kalkgestein, im Norden des Verbreitungsgebiets auch auf sauren Böden. Man findet sie auf Südhängen in Höhenlagen von 500 bis 2150 Metern. Berichte über das Auftreten in niedrigeren Lagen beziehen sich auf kultivierte Exemplare. Das Verbreitungsgebiet wird der Winterhärtezone 7 zugerechnet mit mittleren jährlichen Minimaltemperaturen zwischen −17,7 und −12,3 °Celsius (0 bis 10 °Fahrenheit). Die Bäume brauchen viel Licht, sie wachsen daher in Gebieten, die von anderen Arten, besonders von Bedecktsamern, eher gemieden werden. Pinus bungeana wächst verstreut und zusammen mit Pinus tabuliformis.
In der Roten Liste der IUCN wird Pinus bungeana aufgrund des großen Verbreitungsgebiets, dem Auftreten in großen Höhenlagen und der geringen Holznutzung als nicht gefährdet (= „Least Concern“) eingestuft. Es gibt keinen Hinweis auf einen Rückgang der Bestände oder des bevorzugten Lebensraums. Die Bestände liegen meist außerhalb geschützter Gebiete, Vorkommen gibt es jedoch im Wudaoxia Reserve.

## Systematik und Forschungsgeschichte
Die gültige Erstbeschreibung von Pinus bungeana erfolgte 1847 durch Stephan Ladislaus Endlicher in Synopsis Coniferarum, Seite 166. Die zuvor durchgeführte Beschreibung von Joseph Gerhard Zuccarini erfüllte nicht die Anforderungen einer wissenschaftlichen Erstbeschreibung. Das Artepitheton bungeana ehrt den russischen Botaniker Alexander von Bunge, der 1831 als russischer Gesandter am kaiserlichen Hof in Peking das Typusexemplar sammelte. Ein Synonym für Pinus bungeana Zucc. ex Endl. ist Pinus excorticata Lindl. & Gordon.
Die Art Pinus bungeana gehört zur Untersektion Gerardianae aus der Sektion Quinquefoliae in der Untergattung Strobus innerhalb der Gattung Pinus. Pinus bungeana ähnelt Pinus gerardiana, von der sie sich durch die kleineren Zapfen und die steiferen Nadeln unterscheidet. Von anderen dreinadeligen Kiefern unterscheidet sie sich durch die glatte, sich schälende Borke, die spärliche Benadelung und die beim Zerreiben stark duftenden Nadeln.

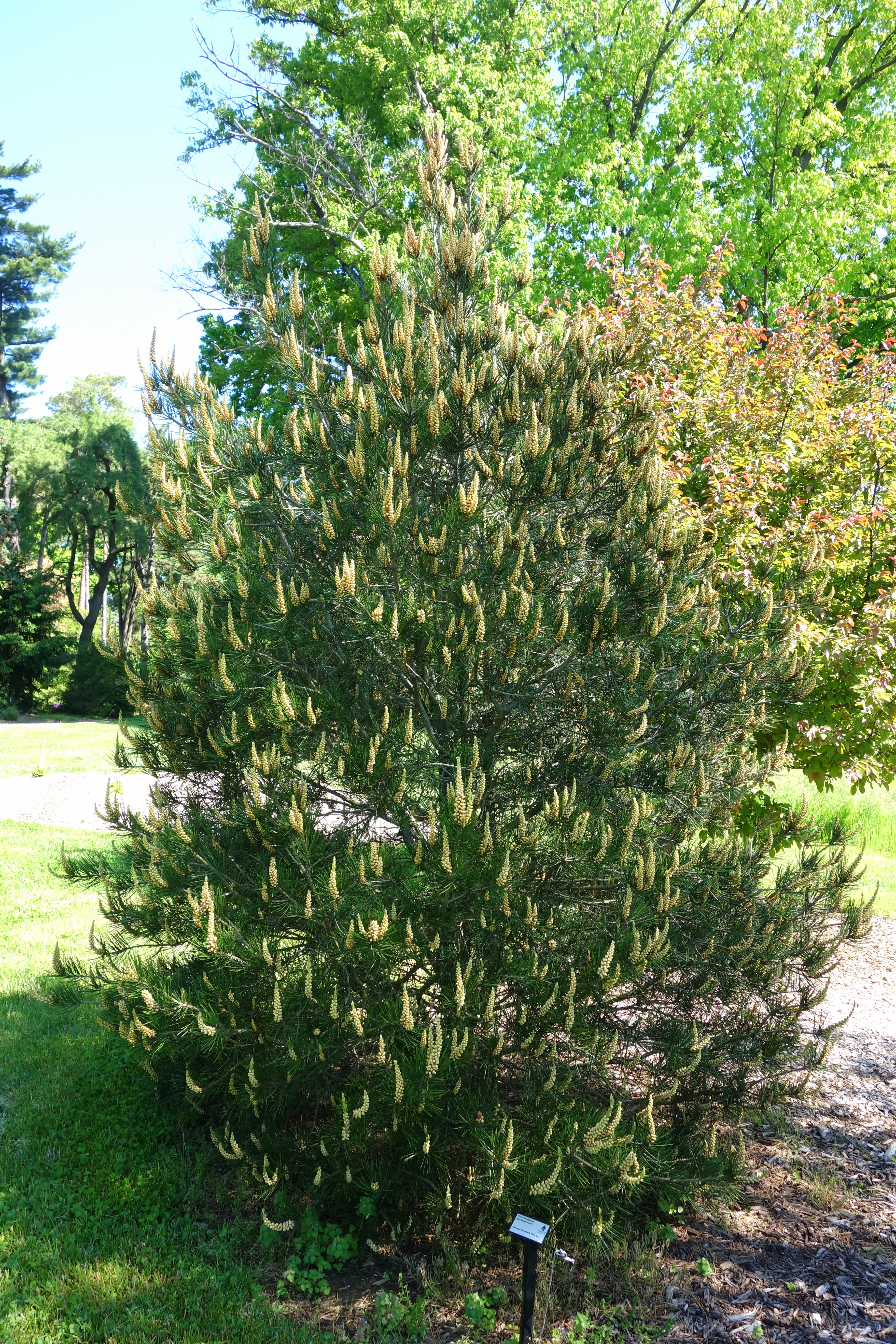
Die Sorte ‘Buchholz Dwarf’

## Verwendung
Bunges Kiefer ist in China ein beliebter Zierbaum. Sie wird im Norden Chinas und in Korea traditionell in Tempelanlagen,  Palastgärten, Friedhöfen und öffentlichen Plätzen im natürlichen Verbreitungsgebiet und auch darüber hinaus gepflanzt. Auch Bunge fand die Exemplare nicht in ihrer natürlichen Umgebung. Pinus bungeana wurde 1843 in England eingeführt, wird jedoch in Europa nur selten in Parks und Gärten verwendet.
Bunges Kiefer ist kein wichtiger Holzlieferant, im Nordosten Chinas wird das Holz jedoch lokal für Pfosten, als Bauholz, für Zäune und Tore und zur Herstellung von Kisten und Transportpaletten, aber auch Möbeln und Furnieren verwendet. Die Samen sind essbar und werden in der traditionellen chinesischen Medizin zur Linderung von Atemwegsbeschwerden genommen.